# Pseudosphegesthes brunnescens
Pseudosphegesthes brunnescens är en skalbaggsart som först beskrevs av Maurice Pic 1897.  Pseudosphegesthes brunnescens ingår i släktet Pseudosphegesthes och familjen långhorningar. Inga underarter finns listade i Catalogue of Life.